# 石城郡
- 令制国一覧 > 東山道 > 陸奥国・磐城国 > 石城郡
- 日本 > 東北地方 > 福島県 > 石城郡

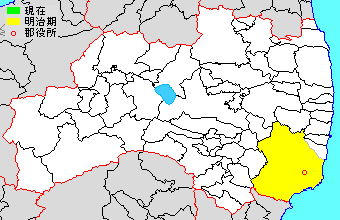
福島県石城郡（第2次）の範囲

石城郡（いわきぐん、いわきのこおり）は、福島県（陸奥国）にあった郡。

## 郡域
1896年（明治29年）に行政区画として発足した石城郡（第2次）の郡域は、いわき市の大部分（久之浜町・大久村の各町を除く）にあたる。

## 歴史

### 石城郡・磐城郡（第1次）
石城郡成立に至るまでの当該地域の変遷については諸説あって定かではないが、『常陸国風土記』によれば、この地は当初多珂国に属し、石城評造が置かれていたが、白雉4年（653年）に石城評（いわきのこおり）として分立し、陸奥国に属したとされる。
養老2年（718年）、陸奥国の三分割にともない成立した石城国に編入されたが、石城国は十年足らずで廃止され、再び陸奥国に帰属した。文献史料に「石城」と記されるのはこの頃までで、天平神護2年（766年）に陸奥国が磐城・宮城の2郡の貧民に稲を給付した記録から、「磐城」の表記になった。
10世紀前半に著された『和名類聚抄』では、蒲津・丸部・神城・荒川・私・磐城・飯野・小高・片依・白田・玉造・楢葉の12郷が置かれていたとある。治承4年（1180年）頃、岩城郡・岩崎郡・楢葉郡の三郡に分割され、いったん石城郡の名は消滅した。

### 石城郡（第2次）
以後700年間、当該地域において郡割の大幅な変更は行われなかったが、明治維新による新政府の発足にともない様相が一変する。明治5年（1872年）に施行された大区小区制の下で、磐城郡・磐前郡・菊多郡の三郡が同一の大区に属し、その後を受けた郡区町村編制法の下でも、明治12年（1879年）に三郡合同の郡役場が磐前郡平に置かれるなど、地方制度改革が進められていく中で、かつての石城郡の規模に相当する大郡が形成される流れが生じた。こうして、明治29年（1896年）4月1日、菊多・磐前・磐城の三郡の合併により石城郡の名が復活した。この時、かつて石城郡から分立した楢葉郡からも川前村が新設の石城郡に編入されている。

### 近代以降の沿革
- 明治29年（1896年）

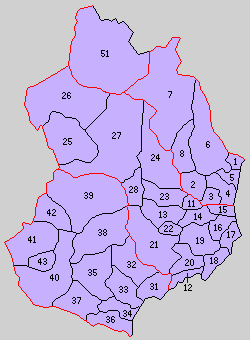
1.四ツ倉町 2.平窪村 3.神谷村 4.草野村 5.大浦村 6.大野村 7.上小川村 8.下小川村 11.平町 12.小名浜町 13.内郷村 14.飯野村 15.夏井村 16.高久村 17.豊間村 18.江名村 19.鹿島村 20.玉川村 21.磐崎村 22.湯本村 23.好間村 24.赤井村 25.沢渡村 26.三阪村 27.永戸村 28.箕輪村 31.泉村 32.渡辺村 33.鮫川村 34.錦村 35.山田村 36.窪田村 37.川部村 38.上遠野村 39.入遠野村 40.田人村 41.貝泊村 42.石住村 43.荷路夫村 51.川前村 （赤線は旧郡境・現在は全域がいわき市に）

  - 4月1日 - 菊多郡・磐前郡・磐城郡および楢葉郡の一部（川前村）の区域をもって石城郡（第2次）が発足。（3町37村）
    - 旧・菊多郡 - 泉村・渡辺村・鮫川村・錦村・山田村・窪田村・川部村・上遠野村・入遠野村・田人村・貝泊村・石住村・荷路夫村
    - 旧・磐前郡 - 平町・小名浜町・内郷村・飯野村・夏井村・高久村・豊間村・江名村・鹿島村・玉川村・磐崎村・湯本村・好間村・赤井村・沢渡村・三阪村・永戸村・箕輪村
    - 旧・磐城郡 - 四ツ倉町・平窪村・神谷村・草野村・大浦村・大野村・上小川村・下小川村
    - 旧・楢葉郡 - 川前村

  - 9月23日 - 磐崎村の一部（大字関船・水野谷）が湯本村に編入。
- 明治30年（1897年）10月1日 - 郡制を施行。
- 大正11年（1922年）8月20日 - 湯本村が町制施行して湯本町となる。（4町36村）
- 大正12年（1923年）
  - 3月1日 - 江名村が町制施行して江名町となる。（5町35村）
  - 4月1日 - 郡会が廃止。郡役所は存続。
  - 4月10日 - 鮫川村が町制施行・改称して植田町となる。（6町34村）
- 大正14年（1925年）5月1日 - 窪田村が町制施行・改称して勿来町となる。（7町33村）
- 大正15年（1926年）7月1日 - 郡役所が廃止。以降は地域区分名称となる。
- 昭和12年（1937年）6月1日 - 平町・平窪村が合併して平市が発足し、郡より離脱。（6町32村）
- 昭和15年（1940年）
  - 4月1日 - 錦村が町制施行して錦町となる。（7町31村）
  - 6月1日 - 豊間村が町制施行して豊間町となる。（8町30村）
- 昭和16年（1941年）
  - 4月1日 - 田人村・石住村・貝泊村・荷路夫村が合併し、改めて田人村が発足。（8町27村）
  - 8月15日 - 玉川村が小名浜町に編入。（8町26村）
- 昭和17年（1942年）7月29日 - 内郷村が町制施行して内郷町となる。（9町25村）
- 昭和25年（1950年）
  - 4月1日 - 飯野村が平市に編入。（9町24村）
  - 5月15日 - 神谷村が平市に編入。（9町23村）
- 昭和28年（1953年）
  - 4月1日 - 泉村が町制施行して泉町となる。（10町22村）
  - 10月10日 - 鹿島村が小名浜町に編入。（10町21村）
- 昭和29年（1954年）
  - 3月29日 - 小名浜町の一部（大字松久須根・三沢・上矢田）が湯本町に編入。
  - 3月31日（6町19村）
    - 磐崎村が湯本町に編入、湯本町が改称のち市制施行して常磐市となり、郡より離脱[2]。
    - 泉町・江名町・小名浜町・渡辺村が合併して磐城市が発足し、郡より離脱。

  - 7月10日 - 内郷町が市制施行して内郷市となり、郡より離脱。（5町19村）
  - 10月1日 - 豊間町・草野村・高久村・夏井村が平市に編入。（4町16村）
- 昭和30年（1955年）
  - 2月11日（5町10村）
    - 沢渡村・永戸村・三阪村が合併して三和村が発足。
    - 赤井村の一部（大字赤井）が平市に編入。
    - 上小川村・下小川村および赤井村の残部（大字西小川・塩田・高萩・三島）が合併して小川町が発足。
    - 箕輪村の一部（大字高野）が内郷市に編入。
    - 箕輪村の残部（大字大利・榊小屋）が好間村に編入。

  - 3月10日 - 四ツ倉町・大浦村・大野村が合併し、改めて四倉町が発足。（5町8村）
  - 3月31日 - 上遠野村・入遠野村が合併して遠野町が発足。（6町6村）
  - 4月29日 - 植田町・勿来町・錦町・川部村・山田村が合併して勿来市が発足し、郡より離脱。（3町4村）
- 昭和41年（1966年）10月1日 - 小川町・遠野町・四倉町・川前村・田人村・好間村・三和村が、平市・磐城市・常磐市・内郷市・勿来市および双葉郡久之浜町・大久村と合併していわき市が発足。同日石城郡消滅。

### 変遷表
| 旧郡   | 明治29年4月1日 | 明治29年 - 大正15年             | 昭和1年 - 昭和20年              | 昭和21年 - 昭和28年             | 昭和29年 - 昭和30年             | 昭和31年 - 昭和40年 | 昭和41年 - 現在          | 現在     |
| ------ | -------------- | ------------------------------- | ------------------------------- | ------------------------------- | ------------------------------- | ------------------- | ------------------------ | -------- |
| 楢葉郡 | 川前村         | 川前村                          | 川前村                          | 川前村                          | 川前村                          | 川前村              | 昭和41年10月1日 いわき市 | いわき市 |
| 磐城郡 | 四倉町         | 四倉町                          | 四倉町                          | 四倉町                          | 昭和30年3月10日 四倉町          | 四倉町              | 昭和41年10月1日 いわき市 | いわき市 |
| 磐城郡 | 大浦村         | 大浦村                          | 大浦村                          | 大浦村                          | 昭和30年3月10日 四倉町          | 四倉町              | 昭和41年10月1日 いわき市 | いわき市 |
| 磐城郡 | 大野村         | 大野村                          | 大野村                          | 大野村                          | 昭和30年3月10日 四倉町          | 四倉町              | 昭和41年10月1日 いわき市 | いわき市 |
| 磐城郡 | 上小川村       | 上小川村                        | 上小川村                        | 上小川村                        | 昭和30年2月11日 小川町          | 小川町              | 昭和41年10月1日 いわき市 | いわき市 |
| 磐城郡 | 下小川村       | 下小川村                        | 下小川村                        | 下小川村                        | 昭和30年2月11日 小川町          | 小川町              | 昭和41年10月1日 いわき市 | いわき市 |
| 磐城郡 | 草野村         | 草野村                          | 草野村                          | 草野村                          | 昭和29年10月1日 平市に編入      | 平市                | 昭和41年10月1日 いわき市 | いわき市 |
| 磐城郡 | 神谷村         | 神谷村                          | 神谷村                          | 昭和25年4月1日 平市に編入       | 平市                            | 平市                | 昭和41年10月1日 いわき市 | いわき市 |
| 磐城郡 | 平窪村         | 平窪村                          | 昭和12年6月1日 平市             | 平市                            | 平市                            | 平市                | 昭和41年10月1日 いわき市 | いわき市 |
| 磐前郡 | 平町           | 平町                            | 昭和12年6月1日 平市             | 平市                            | 平市                            | 平市                | 昭和41年10月1日 いわき市 | いわき市 |
| 磐前郡 | 飯野村         | 飯野村                          | 飯野村                          | 昭和25年4月1日 平市に編入       | 平市                            | 平市                | 昭和41年10月1日 いわき市 | いわき市 |
| 磐前郡 | 豊間村         | 豊間村                          | 昭和15年6月1日 町制施行 豊間町  | 豊間町                          | 昭和29年10月1日 平市に編入      | 平市                | 昭和41年10月1日 いわき市 | いわき市 |
| 磐前郡 | 高久村         | 高久村                          | 高久村                          | 高久村                          | 昭和29年10月1日 平市に編入      | 平市                | 昭和41年10月1日 いわき市 | いわき市 |
| 磐前郡 | 夏井村         | 夏井村                          | 夏井村                          | 夏井村                          | 昭和29年10月1日 平市に編入      | 平市                | 昭和41年10月1日 いわき市 | いわき市 |
| 磐前郡 | 赤井村         | 赤井村                          | 赤井村                          | 赤井村                          | 昭和30年2月11日 平市に編入      | 平市                | 昭和41年10月1日 いわき市 | いわき市 |
| 磐前郡 | 内郷村         | 内郷村                          | 昭和17年7月29日 町制施行 内郷町 | 内郷町                          | 昭和29年7月10日 市制施行 内郷市 | 内郷市              | 昭和41年10月1日 いわき市 | いわき市 |
| 磐前郡 | 箕輪村         | 箕輪村                          | 箕輪村                          | 箕輪村                          | 昭和30年2月11日 内郷市に編入    | 内郷市              | 昭和41年10月1日 いわき市 | いわき市 |
| 磐前郡 | 箕輪村         | 箕輪村                          | 箕輪村                          | 箕輪村                          | 昭和30年2月11日 好間村に編入    | 好間村              | 昭和41年10月1日 いわき市 | いわき市 |
| 磐前郡 | 好間村         | 好間村                          | 好間村                          | 好間村                          | 好間村                          | 好間村              | 昭和41年10月1日 いわき市 | いわき市 |
| 磐前郡 | 沢渡村         | 沢渡村                          | 沢渡村                          | 沢渡村                          | 昭和30年2月11日 三和村          | 三和村              | 昭和41年10月1日 いわき市 | いわき市 |
| 磐前郡 | 永戸村         | 永戸村                          | 永戸村                          | 永戸村                          | 昭和30年2月11日 三和村          | 三和村              | 昭和41年10月1日 いわき市 | いわき市 |
| 磐前郡 | 三阪村         | 三阪村                          | 三阪村                          | 三阪村                          | 昭和30年2月11日 三和村          | 三和村              | 昭和41年10月1日 いわき市 | いわき市 |
| 磐前郡 | 湯本村         | 大正11年8月20日 町制施行 湯本町 | 湯本町                          | 湯本町                          | 昭和29年3月31日 常磐市          | 常磐市              | 昭和41年10月1日 いわき市 | いわき市 |
| 磐前郡 | 磐崎村         | 磐崎村                          | 磐崎村                          | 磐崎村                          | 昭和29年3月31日 常磐市          | 常磐市              | 昭和41年10月1日 いわき市 | いわき市 |
| 磐前郡 | 小名浜町       | 小名浜町                        | 小名浜町                        | 小名浜町                        | 昭和29年3月31日 磐城市          | 磐城市              | 昭和41年10月1日 いわき市 | いわき市 |
| 磐前郡 | 玉川村         | 玉川村                          | 昭和16年8月15日 小名浜町に編入  | 小名浜町                        | 昭和29年3月31日 磐城市          | 磐城市              | 昭和41年10月1日 いわき市 | いわき市 |
| 磐前郡 | 鹿島村         | 鹿島村                          | 鹿島村                          | 昭和28年10月10日 小名浜町に編入 | 昭和29年3月31日 磐城市          | 磐城市              | 昭和41年10月1日 いわき市 | いわき市 |
| 磐前郡 | 江名村         | 大正12年3月1日 町制施行 江名町  | 江名町                          | 江名町                          | 昭和29年3月31日 磐城市          | 磐城市              | 昭和41年10月1日 いわき市 | いわき市 |
| 菊多郡 | 泉村           | 泉村                            | 泉村                            | 昭和28年4月1日 町制施行 泉町    | 昭和29年3月31日 磐城市          | 磐城市              | 昭和41年10月1日 いわき市 | いわき市 |
| 菊多郡 | 渡辺村         | 渡辺村                          | 渡辺村                          | 渡辺村                          | 昭和29年3月31日 磐城市          | 磐城市              | 昭和41年10月1日 いわき市 | いわき市 |
| 菊多郡 | 窪田村         | 大正14年5月1日 町制施行 勿来町  | 勿来町                          | 勿来町                          | 昭和30年4月29日 勿来市          | 勿来市              | 昭和41年10月1日 いわき市 | いわき市 |
| 菊多郡 | 鮫川村         | 大正12年4月10日 町制施行 植田町 | 植田町                          | 植田町                          | 昭和30年4月29日 勿来市          | 勿来市              | 昭和41年10月1日 いわき市 | いわき市 |
| 菊多郡 | 錦村           | 錦村                            | 昭和15年4月1日 町制施行 錦町    | 錦町                            | 昭和30年4月29日 勿来市          | 勿来市              | 昭和41年10月1日 いわき市 | いわき市 |
| 菊多郡 | 川部村         | 川部村                          | 川部村                          | 川部村                          | 昭和30年4月29日 勿来市          | 勿来市              | 昭和41年10月1日 いわき市 | いわき市 |
| 菊多郡 | 山田村         | 山田村                          | 山田村                          | 山田村                          | 昭和30年4月29日 勿来市          | 勿来市              | 昭和41年10月1日 いわき市 | いわき市 |
| 菊多郡 | 上遠野村       | 上遠野村                        | 上遠野村                        | 上遠野村                        | 昭和30年3月31日 遠野町          | 遠野町              | 昭和41年10月1日 いわき市 | いわき市 |
| 菊多郡 | 入遠野村       | 入遠野村                        | 入遠野村                        | 入遠野村                        | 昭和30年3月31日 遠野町          | 遠野町              | 昭和41年10月1日 いわき市 | いわき市 |
| 菊多郡 | 田人村         | 田人村                          | 田人村                          | 田人村                          | 田人村                          | 田人村              | 昭和41年10月1日 いわき市 | いわき市 |
| 菊多郡 | 石住村         | 石住村                          | 昭和16年4月1日 田人村に編入     | 田人村                          | 田人村                          | 田人村              | 昭和41年10月1日 いわき市 | いわき市 |
| 菊多郡 | 貝泊村         | 貝泊村                          | 昭和16年4月1日 田人村に編入     | 田人村                          | 田人村                          | 田人村              | 昭和41年10月1日 いわき市 | いわき市 |
| 菊多郡 | 荷路夫村       | 荷路夫村                        | 昭和16年4月1日 田人村に編入     | 田人村                          | 田人村                          | 田人村              | 昭和41年10月1日 いわき市 | いわき市 |